# Cologne (Gers)

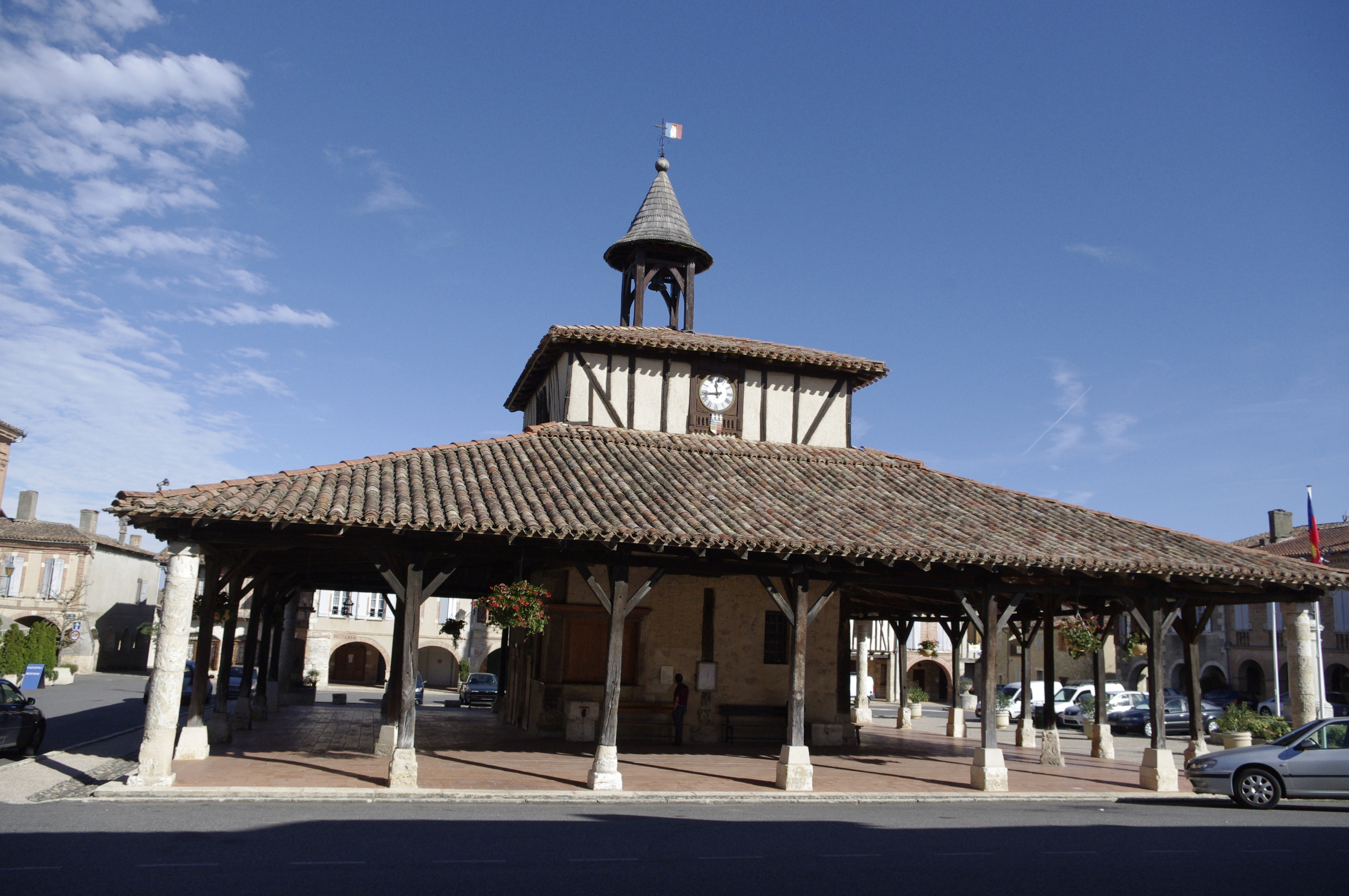
Markthalle mit beffroi

Cologne (okzitanisch Colonha) ist ein Ort und eine Gemeinde mit 920 Einwohnern (Stand: 1. Januar 2022) im Département Gers in der südfranzösischen Region Okzitanien (vor 2016: Midi-Pyrénées). Wahrscheinlich bezieht sich der Name auf die deutsche Stadt Köln, belegt ist dies aber nicht.

## Lage und Klima
Der Ort Cologne liegt gut 1 km östlich des Flüsschens Sarrampion knapp 50 km (Fahrtstrecke) nordwestlich der Großstadt Toulouse in einer Höhe von ca. 200 m. Das Klima ist gemäßigt bis warm; Regen (ca. 730 mm/Jahr) fällt übers Jahr verteilt.

## Bevölkerungsentwicklung
| Jahr                      | 1800 | 1851 | 1901 | 1954 | 1999 | 2018 |
| Einwohner                 | 845  | 936  | 611  | 466  | 510  | 920  |
| Quelle: Cassini und INSEE |      |      |      |      |      |      |

Aufgrund der Mechanisierung der Landwirtschaft sank die Einwohnerzahl in der Mitte des 20. Jahrhunderts deutlich ab.

## Geschichte
Die am Kreuzungspunkt mehrerer Straßen gelegene Bastide von Cologne wurde – gemäß der lokalen Überlieferung – im Jahr 1284 vom französischen König Philipp dem Schönen und dem regionalen Grundherren (seigneur) Odon le Terride aus wirtschaftlichem Interesse begründet. Um die Mitte des 14. Jahrhunderts erhielt der Ort eine Stadtmauer, von der allerdings nichts mehr erhalten ist; die Kirche entstand etwa gleichzeitig. Im 16. Jahrhundert war der Ort größer als der ca. 7 km östlich gelegene Nachbarort Cadours.

## Sehenswürdigkeiten
- Die spätgotische Kirche Notre-Dame de l’Assomption ist der Himmelfahrt Mariens geweiht. Sie ist einschiffig, verfügt aber über Seitenkapellen. Ungewöhnlicherweise – und eigentlich nur aus Gründen der Wehrhaftigkeit zu erklären – befindet sich die Apsis unter dem Glockenturm (clocher); wehrhafte Elemente finden sich auch an anderen Stellen des in der Zeit der Hugenottenkriege (1562–1598) teilweise zerstörten Baus. Dieser wurde im 17. Jahrhundert wieder aufgebaut; später zeigte er jedoch Risse.[3]
- Die Mitte der spätmittelalterlichen Markthalle wird von einem turmartigen Gebäude aus Stein (beffroi) gebildet, welches sich nach oben in Fachwerk fortsetzt; den Abschluss bildet eine nach allen Seiten offene Laterne, in welcher sich ehemals wohl eine Glocke (cloche) befand, die bei Kundgebungen oder bei Feueralarm etc. geläutet wurde. Wahrscheinlich etwas später wurde um den Mittelturm eine Markthalle erbaut, welche auf vier Ecksäulen und 20 Holzstützen ruht.